# Kegelovy cviky
Kegelovy cviky vyvinuté v roce 1948 americkým gynekologem Arnoldem Kegelem, se zaměřují na procvičování a zpevnění svalů v oblasti pochvy, močové trubice a konečníku, neboli takzvaného pánevního dna. Jejich procvičování vede u mužů i žen ke zkvalitnění sexuálního života. Kromě sexuálních účelů se Kegelovy cviky mohou praktikovat i při potížích s močovou inkontinencí a po porodu. Samotné cviky spočívají v zatínání svalstva, podobně jako při zadržování proudu moči při močení.

## Přínosy cvičení
Procvičování Kegelových cviků vede k posílení svalů pánevního dna, a tak k zajištění podpory orgánů, které se v této oblasti nacházejí.
To má u žen za následek zvýšení vzrušivosti i vaginální lubrikace a snadnějšímu dosažení orgasmu. Posilováním svalů pánevního dna a svěrače lze také léčit inkontinenci a působit proti prolapsu pochvy, dělohy a pánevních svalů. Proto bývá cvičení vhodné po porodu. K posledním výhodám patří, že díky této metodě lze pochvu zúžit, čímž je následný styk těsnější a intenzivnější. U mužů pak cviky vedou k silnější erekci a oddálení ejakulace.
Kegelovy cviky jsou také vhodné při problémech s močením. Měly by být doporučeny lékařem jako první krok při léčbě hyperaktivního močového měchýře. Stahováním svalů pánevního dna dochází ke zpevňování svalů kolem močového měchýře, a tím i k prodloužení času, po který je pacient schopen zadržet moč. V poslední řadě cviky působí jako prevence proti hemoroidům.

## Průběh cvičení
Kegelovy cviky lze nacvičovat buď přímo při močení nebo mimo něj. Nacvičování spočívá v rytmickém zatínání svalstva, obdobně jako při zadržování močení, a jejich následné uvolňování. Při důsledném cvičení by měly být nacvičovány přibližně třikrát denně, v intervalu třiceti až čtyřiceti stahů a povolení. Ze začátku by mělo jít o krátké stahy a postupem času se jejich délka může prodlužovat až na deset sekund. Všechny by měly být prováděny v krátkém rozmezí. Nacvičování Kegelových cviků při močení spočívá ve snaze postupně utlumit proud moči. Je však důležité nezatínat jiné svaly (například břišní či stehenní) a nezadržovat dech. Cvikem pak lze ovládnout tu správnou skupinu svalů. Jinou metodou jak nalézt správnou skupinu svalů je vložit prst do pochvy (u ženy) či do konečníku (u muže) a snažit se kolem nich zatnout svaly.
Mezi další možnosti procvičování svalů pánevního dna pomocí Kegelových cviků patří tzv. Venušiny kuličky nebo gelové korále, které si žena zavede. Pochva se jim přizpůsobí. Žena svaly svírá kuličky co nejsilněji a může se je přes odpor, který sama klade, pokoušet vytahovat. Jako další pomůcky lze použít vaginální kužely či činky, případně posilovače pánevního dna s pružinou.
Oblíbeným a účinným cvikem pro posilování sexuálních svalů je samotný orgasmus. Svaly se nekontrolovatelně stahují a tím samovolně posilují.

## Riziko
Je třeba dbát na čistotu a (netoxickou) dezinfekci zaváděného předmětu či nástroje k procvičení partií pánevního dna, v opačném případě jeho zavedení do pochvy zvyšuje riziko onemocnění bakteriální vaginózou.

## Zajímavost
Taťana Koževniková díky cvičení dokáže pomocí svých intimních partií zvednout až 14 kg. Tím se podle Guinnessovy knihy rekordů stala majitelkou nejsilnější vagíny na světě.